# Halothaan
Halothaan, systematisch bekend als 2-broom-2-chloor-1,1,1-trifluorethaan, is een dampvormig anestheticum (narcosegas) dat gebruikt wordt voor algehele anesthesie. Momenteel is het gebruik in Nederland minimaal vanwege potentiële bijwerkingen zoals leverontsteking (hepatitis). Na de komst van isofluraan werd halothaan alleen nog gebruikt als inleidingsmiddel. Later namen sevofluraan en in mindere mate desfluraan en het over. Halothaan hoort bij de gehalogeneerde koolwaterstoffen. Wereldwijd wordt halothaan door de lage prijs nog zeer veel gebruikt.
De stof is opgenomen in de lijst van essentiële geneesmiddelen van de WHO.

## Werking
Het mechanisme waardoor bij dampvormige anesthetica de anesthesie ontstaat is nog niet geheel bekend. Het werkt als een anestheticum en geeft een toestand van diepe slaap, ook wel narcose of algehele anesthesie genoemd. Het geeft tevens pijnstilling (analgesie) en een bepaalde mate van verslapping (spierrelaxatie).
Halothaan wordt toegepast als inhalatievloeistof die via een verdamper wordt toegediend en daarmee wordt toegevoegd aan het mengsel van zuurstof en lucht (of soms lachgas), waarmee een patiënt wordt beademd. De dosering wordt uitgedrukt in volumeprocent. Meestal wordt bij volwassenen tussen de 1-2 vol% gebruikt tijdens de narcose (ongeveer 1,3 maal de MAC-waarde). Bij de inleiding (het onder anesthesie brengen) met halothaan is meer nodig: 2-4 vol %. Dit werd met name bij kinderen toegepast. Meestal worden volwassenen met intraveneuze anesthetica onder algehele anesthesie gebracht. De Minimale alveolaire concentratie (MAC-waarde) van halothaan is 0,7 in zuurstof (en 0,3 in 70% lachgas). Daarmee is halothaan een van de meest potente dampen. Ongeveer 20% van de halothaan wordt gemetaboliseerd.

## Bijwerkingen
In zeldzame gevallen kunnen alle huidige dampvormige anesthetica maligne hyperthermie geven bij gevoelige personen. Bij deze personen zijn dampen dus absoluut gecontraïndiceerd. Naast de normale bijwerkingen van dampvormige anesthetica zoals op de circulatie (lage bloeddruk, hartritmestoornissen bij adrenalinegebruik) en op de ventilatie (ademhalingsdemping) is er een specifieke bijwerking op de lever. Halothaan kan halothaanhepatitis (leverontsteking) geven. Dit is zeldzaam (1 op de 35.000 patiënten), maar heeft geleid tot het ontwikkelen van nieuwe dampen.

## Merknaam
Fluothane (Zeneca Farma) gestabiliseerd met thymol 0,1 mg/g.